# Colin Burgess (musicien)
Pour les articles homonymes, voir Colin Burgess et Burgess.
Colin Burgess (né le 16 novembre 1946 à Sydney et mort le 16 décembre 2023,) est un musicien australien, batteur de The Masters Apprentices de 1968 à 1972, et le premier batteur du groupe de hard rock AC/DC de décembre 1973 à février 1974, alors que le groupe comprenait encore Dave Evans au chant et Larry Van Kriedt à la basse.
Il est renvoyé d'AC/DC en février 1974 pour ivresse sur scène. Il est ensuite remplacé par une succession de batteurs avant que Phil Rudd rejoigne le groupe. Lorsque Rudd est blessé à la main à la suite d'une rixe à Melbourne en septembre 1975, Burgess est appelé pour le remplacer quelques semaines.
Depuis, Burgess est introduit au ARIA Hall of Fame avec Masters Apprentices. Il joue avec son frère Denny de la fin des années 1970 au début des années 1980 dans le groupe de pop rock His Majesty (en) qui se transforme en Good Time Charlie (en) avec un nouveau guitariste solo, John Botica, qui remplace Dai Pritchard (Billy Thorpe, Rose Tattoo). Good Time Charlie tourné dans tout le sud est asiatique et enregistre un album intitulé Adults Only, produit par John Robinson, ancien membre du groupe australien Blackfeather.
Plus récemment[Quand ?], Colin et son frère Denny jouent et enregistrent sous la bannière « The Burgess Brothers Band ».
Il meurt le 16 décembre 2023 à l'âge de 77 ans.

## Sources
- Two Sides To Every Glory, Paul Stenning, 2005
- « Metal Hammer & Classic Rock present AC/DC », Metal Hammer magazine special, 2005